# Wilder Penfield
Compléments
- Pionnier en neurologie et neurochirurgie au Canada
- Fondateur directeur de l'Institut neurologique de Montréal
- Le Prix Wilder-Penfield (recherche biomédicale)

Wilder Graves Penfield, né le 26 janvier 1891 à Spokane dans l'État de Washington et mort le 5 avril 1976 à Montréal, est un neurochirurgien canadien.

## Résumé biographique
Étudiant boursier à l'Université de Princeton, il obtient ensuite une bourse Rhodes afin de poursuivre son apprentissage au Merton College à Oxford, en Angleterre, où il est initié à la neurophysiologie par Sir Charles Scott Sherrington. Mais c'est à l'université Johns-Hopkins (Baltimore, Maryland) qu'il obtient son doctorat avant de suivre des cours de neuropathologie à Oxford, en Espagne, en Allemagne et à New York.
En 1928, il va travailler à l'Hôpital Royal Victoria de Montréal. Six ans plus tard, en 1934, il fonde l'Institut de neurologie de Montréal à l'Université McGill, avec un don d'un million de dollars. Il le dirige jusqu'en 1960. Le gouvernement du Québec a créé un prix en son honneur, le prix Wilder-Penfield, en 1993.

## Travaux
Penfield a principalement travaillé sur les problèmes dus à divers traumatismes cérébraux et sur le traitement de l'épilepsie.  Avec son collaborateur Herbert Jasper, il traite des patients en détruisant les neurones du cerveau où les accès épileptiques trouvent leur origine.
Il a également fait des découvertes sur la biologie de la mémoire. En opérant ses patients, il a découvert que ceux-ci rapportaient l'apparition de souvenirs lorsque leurs lobes temporaux étaient stimulés électriquement. Il a donc conclu que les souvenirs sont conservés dans des endroits spécifiques du cerveau. Cette observation remet en question celles de Karl Lashley qui avait conclu que les souvenirs sont dispersés dans tout le cortex.
En même temps, la stimulation électrique du cerveau permet d'identifier les parties du cortex consacrées aux sensations et à la motricité, ce que Penfield annonce dès 1937.  Après avoir cartographié la répartition de ces zones, Penfield signe avec Theodore Brown Rasmussen The Cerebral Cortex of Man (1950), qui présente l'homoncule moteur et l'homoncule sensitif (aussi appelé l'homoncule sensoriel).  Ces résultats sont repris dans l'ouvrage rédigé avec Jasper, où ils dressent une carte de l'anatomie fonctionnelle du cerveau : Epilepsy and the Functional Anatomy of the Human Brain (1954).
Penfield prend sa retraite en 1960 et il rédige ses mémoires, No Man Alone, ainsi qu'un roman.  En 1967, il est au nombre des premiers membres de l'Ordre du Canada.

## Œuvres et publications
- (en) «The interpretive cortex», in: Science, 129.3365 (1959): 1719-1725, Texte intégral disponible en ligne.

## Honneurs et hommages
- 1958 - Médaille internationale de chirurgie (fondation Lannelongue)
- 1994 - Temple de la renommée médicale canadienne
- 2018 - 26 janvier : Le moteur de recherche Google lui dédie un Google Doodle[1]

En 1978, la Ville de Montréal renomme la rue McGregor pour Avenue du Docteur-Penfield à son honneur. Cette avenue est bordée de plusieurs pavillons de l'Université McGill et de l'Institut neurologique de Montréal qu'il a fondé. En 1994, il entre à titre posthume au Temple de la renommée médicale canadienne.

## Éponymie
- Homonculus de Penfield
- Syndrome (ou épilepsie) de Penfield